# The Cleveland Show/Episodenliste

Logo zur Serie

Diese Episodenliste enthält alle Episoden der US-amerikanischen Zeichentrickserie The Cleveland Show sortiert nach der US-amerikanischen Erstausstrahlung. Zwischen 2009 und 2013 entstanden in vier Staffeln 88 Episoden mit einer Länge von jeweils etwa 22 Minuten.

## Übersicht
| Staffel | Episodenanzahl | Erstausstrahlung USA | Erstausstrahlung USA | Deutschsprachige Erstausstrahlung | Deutschsprachige Erstausstrahlung |
| Staffel | Episodenanzahl | Staffelpremiere      | Staffelfinale        | Staffelpremiere                   | Staffelfinale                     |
| ------- | -------------- | -------------------- | -------------------- | --------------------------------- | --------------------------------- |
| 1       | 21             | 27. September 2009   | 23. Mai 2010         | 7. August 2016                    | 24. Dezember 2016                 |
| 2       | 22             | 26. September 2010   | 15. Mai 2011         | 16. Oktober 2016                  | 1. Januar 2017                    |
| 3       | 22             | 25. September 2011   | 20. Mai 2012         | 30. Oktober 2016                  | 19. März 2017                     |
| 4       | 23             | 7. Oktober 2012      | 19. Mai 2013         | 30. Oktober 2016                  | 13. August 2017                   |

## Staffel 1
Die Erstausstrahlung der ersten Staffel war vom 24. September 2009 bis zum 23. Mai 2010 auf dem US-amerikanischen Sender Fox zu sehen. Die deutschsprachige Erstausstrahlung sendete der deutsche Free-TV-Sender Comedy Central vom 7. August 2016 bis 24. Dezember 2016.
| Nr. (ges.) | Nr. (St.) | Deutscher Titel                 | Originaltitel                                | Erstausstrahlung USA | Deutschsprachige Erstausstrahlung (D) | Regie                       | Drehbuch                                    |
| ---------- | --------- | ------------------------------- | -------------------------------------------- | -------------------- | ------------------------------------- | --------------------------- | ------------------------------------------- |
| 1          | 1         | Pilot                           | Pilot                                        | 27. Sep. 2009        | 7. Aug. 2016                          | Anthony Lioi                | Seth MacFarlane, Richard Appel & Mike Henry |
| 2          | 2         | Tanz mit der Tochter            | Da Doggone Daddy-Daughter Dinner Dance       | 4. Okt. 2009         | 7. Aug. 2016                          | Chuck Klein                 | Julius Sharpe                               |
| 3          | 3         | Dicke Freunde                   | The One About Friends                        | 11. Okt. 2009        | 14. Aug. 2016                         | Oreste Canestrelli          | Jonathan Green & Gabe Miller                |
| 4          | 4         | Ein geborener Geschäftsmann     | Birth of a Salesman                          | 18. Okt. 2009        | 14. Aug. 2016                         | Chris Graham & Anthony Lioi | Kirker Butler                               |
| 5          | 5         | Cleveland Juniors Unschuld      | Cleveland Jr.’s Cherry Bomb                  | 8. Nov. 2009         | 21. Aug. 2016                         | Mike L. Mayfield            | Aseem Batra                                 |
| 6          | 6         | Mädelsabend                     | Ladies’ Night                                | 15. Nov. 2009        | 21. Aug. 2016                         | Justin Ridge                | Clarence Livingston                         |
| 7          | 7         | Thanksgiving bei den Browns     | A Brown Thanksgiving                         | 22. Nov. 2009        | 28. Aug. 2016                         | Chuck Klein & Matt Engstrom | Matt Murray                                 |
| 8          | 8         | Bettgeschichten                 | From Bed to Worse                            | 29. Nov. 2009        | 28. Aug. 2016                         | Anthony Agrusa              | Teri Schaffer & Raynelle Swilling           |
| 9          | 9         | Weihnachten bei Cleveland Brown | A Cleveland Brown Christmas                  | 6. Dez. 2009         | 24. Dez. 2016                         | Oreste Canestrelli          | Jonathan Green & Gabe Miller                |
| 10         | 10        | Der Baseballtrainer             | Field of Streams                             | 3. Jan. 2010         | 4. Sep. 2016                          | Ian Graham                  | Aaron Lee                                   |
| 11         | 11        | Achterbahn der Gefühle          | Love Rollercoaster                           | 10. Jan. 2010        | 4. Sep. 2016                          | Ron Rubio                   | Kirker Butler                               |
| 12         | 12        | Die Gang                        | Our Gang                                     | 31. Jan. 2010        | 11. Sep. 2016                         | Anthony Agrusa              | Aaron Lee                                   |
| 13         | 13        | Heimliches Vergnügen            | Buried Pleasure                              | 14. Feb. 2010        | 11. Sep. 2016                         | Ian Graham                  | Julius Sharpe                               |
| 14         | 14        | Junior, der Barkeeper           | The Curious Case of Jr. Working at The Stool | 21. Feb. 2010        | 18. Sep. 2016                         | Justin Ridge                | Kevin Biggins & Travis Bowe                 |
| 15         | 15        | Flitterwochen in New York       | Once Upon a Tyne in New York                 | 21. März 2010        | 18. Sep. 2016                         | Mike L. Mayfield            | Aaron Lee                                   |
| 16         | 16        | Ritter Brown                    | The Brown Knight                             | 28. März 2010        | 25. Sep. 2016                         | Matt Engstrom               | Aseem Batra                                 |
| 17         | 17        | Vom Winde verweht               | Gone With the Wind                           | 11. Apr. 2010        | 25. Sep. 2016                         | Ron Rubio                   | Bill Oakley                                 |
| 18         | 18        | Brüderliche Liebe               | Brotherly Love                               | 2. Mai 2010          | 2. Okt. 2016                          | Anthony Agrusa              | Justin Heimberg                             |
| 19         | 19        | Die Geschichte der Browns       | Brown History Month                          | 9. Mai 2010          | 2. Okt. 2016                          | Ian Graham                  | Matt Murray                                 |
| 20         | 20        | Drei Engel für Cleveland        | Cleveland’s Angels                           | 16. Mai 2010         | 9. Okt. 2016                          | Oreste Canestrelli          | Clarence Livingston                         |
| 21         | 21        | Cleveland Brown ist Trauzeuge   | You’re the Best Man, Cleveland Brown         | 23. Mai 2010         | 9. Okt. 2016                          | Justin Ridge                | Kirker Butler                               |

## Staffel 2
Die Erstausstrahlung der zweiten Staffel war vom 26. September 2010 bis zum 15. Mai 2011 auf dem US-amerikanischen Sender Fox zu sehen. Die deutschsprachige Erstausstrahlung sendete der deutsche Free-TV-Sender Comedy Central vom 16. Oktober 2016 bis 1. Januar 2017.
| Nr. (ges.) | Nr. (St.) | Deutscher Titel                            | Originaltitel                            | Erstausstrahlung USA | Deutschsprachige Erstausstrahlung (D) | Regie              | Drehbuch                                    |
| ---------- | --------- | ------------------------------------------ | ---------------------------------------- | -------------------- | ------------------------------------- | ------------------ | ------------------------------------------- |
| 22         | 1         | Härter, besser, schneller, Cleveland Brown | Harder, Better, Faster, Browner          | 26. Sep. 2010        | 16. Okt. 2016                         | Ian Graham         | Matt Murray                                 |
| 23         | 2         | Live auf Sendung                           | Cleveland Live!                          | 3. Okt. 2010         | 16. Okt. 2016                         | Ken Wong           | Jonathan Green & Gabe Miller                |
| 24         | 3         | Unterwegs nach Afrika                      | How Cleveland Got His Groove Back        | 10. Okt. 2010        | 23. Okt. 2016                         | Oreste Canestrelli | Julius Sharpe                               |
| 25         | 4         | Halloween                                  | It’s the Great Pancake, Cleveland Brown  | 7. Nov. 2010         | 30. Okt. 2016                         | Ron Rubio          | Aseem Batra                                 |
| 26         | 5         | Kleiner Mann ganz groß                     | Little Man on Campus                     | 14. Nov. 2010        | 23. Okt. 2016                         | Anthony Agrusa     | Kevin Biggins & Travis Bowe                 |
| 27         | 6         | Überschüssiges Fett                        | Fat and Wet                              | 21. Nov. 2010        | 6. Nov. 2016                          | Matt Engstrom      | Kirker Butler                               |
| 28         | 7         | Thanksgiving wird noch schlimmer           | Another Bad Thanksgiving                 | 28. Nov. 2010        | 6. Nov. 2016                          | Mike L. Mayfield   | Clarence Livingston                         |
| 29         | 8         | Das Hanukkah-Fest                          | Murray Christmas                         | 5. Dez. 2010         | 24. Dez. 2016                         | Ken Wong           | Kirker Butler                               |
| 30         | 9         | Die Kneipentour                            | Beer Walk!                               | 5. Dez. 2010         | 13. Nov. 2016                         | Jim Shellhorn      | Aaron Lee                                   |
| 31         | 10        | Hammelreiten                               | Ain’t Nothin’ But Mutton Bustin          | 9. Jan. 2011         | 13. Nov. 2016                         | Matt Engstrom      | Courtney Lilly                              |
| 32         | 11        | Roberta löst Probleme                      | How Do You Solve a Problem Like Roberta? | 16. Jan. 2011        | 20. Nov. 2016                         | Anthony Agrusa     | Aaron Lee                                   |
| 33         | 12        | Der neue Chef                              | Like a Boss                              | 23. Jan. 2011        | 20. Nov. 2016                         | Ron Rubio          | Matt Murray                                 |
| 34         | 13        | Winzig klein und riesengroß                | A Short Story and a Tall Tale            | 13. Feb. 2011        | 27. Nov. 2016                         | Ian Graham         | Julius Sharpe                               |
| 35         | 14        | Terry, der Junggeselle                     | Terry Unmarried                          | 20. Feb. 2011        | 27. Nov. 2016                         | Ken Wong           | Aaron Lee                                   |
| 36         | 15        | Der Blaue, der Graue und der Braune        | The Blue and Gray and Brown              | 6. März 2011         | 4. Dez. 2016                          | Oreste Canestrelli | Jonathan Green & Gabe Miller                |
| 37         | 16        | So ist das Leben                           | The Way the Cookie Crumbles              | 13. März 2011        | 4. Dez. 2016                          | Jim Shellhorn      | Chadd Gindin                                |
| 38         | 17        | Leben und sterben in Virginia              | To Live and Die in VA                    | 20. März 2011        | 11. Dez. 2016                         | Seung-Woo Cha      | Mehar Sethi                                 |
| 39         | 18        | Typisch Cleveland                          | The Essence of Cleveland                 | 3. Apr. 2011         | 11. Dez. 2016                         | Matt Engstrom      | Jonathan Green & Gabe Miller                |
| 40         | 19        | Schiffbruch                                | Ship’rect                                | 10. Apr. 2011        | 18. Dez. 2016                         | Ken Wong           | Teri Schaffer & Raynelle Swilling           |
| 41         | 20        | Die Coolympiade                            | Back to Cool                             | 17. Apr. 2011        | 18. Dez. 2016                         | Anthony Agrusa     | Kevin Biggins & Travis Bowe                 |
| 42         | 21        | Die beste Show aller Zeiten                | Your Show of Shows                       | 8. Mai 2011          | 1. Jan. 2017                          | Oreste Canestrelli | Aseem Batra & Matt Murray Idee: Carl Reiner |
| 43         | 22        | Der Filmstar                               | Hot Cocoa Bang Bang                      | 15. Mai 2011         | 1. Jan. 2017                          | Ian Graham         | Kirker Butler                               |

## Staffel 3
Die Erstausstrahlung der dritten Staffel war vom 25. September 2011 bis zum 20. Mai 2012 auf dem US-amerikanischen Sender Fox zu sehen. Die deutschsprachige Erstausstrahlung sendete der deutsche Free-TV-Sender Comedy Central vom 30. Oktober 2016 bis 19. März 2017.
| Nr. (ges.) | Nr. (St.) | Deutscher Titel         | Originaltitel                                 | Erstausstrahlung USA | Deutschsprachige Erstausstrahlung (D) | Regie              | Drehbuch                                    |
| ---------- | --------- | ----------------------- | --------------------------------------------- | -------------------- | ------------------------------------- | ------------------ | ------------------------------------------- |
| 44         | 1         | Beste Freunde           | BFFs                                          | 25. Sep. 2011        | 8. Jan. 2017                          | Steve Robertson    | Kirker Butler                               |
| 45         | 2         | Der Hurrikan            | The Hurricane!                                | 2. Okt. 2011         | 8. Jan. 2017                          | Ron Rubio          | Kirker Butler                               |
| 46         | 3         | Ein absoluter Albtraum  | A Nightmare on Grace Street                   | 30. Okt. 2011        | 30. Okt. 2016                         | Phil Allora        | Jonathan Green & Gabe Miller                |
| 47         | 4         | Heute wird geschwänzt   | Skip Day                                      | 20. Nov. 2011        | 15. Jan. 2017                         | Jack Perkins       | Dave Jeser & Matt Silverstein               |
| 48         | 5         | Auf in den Jemen        | Yemen Party                                   | 27. Nov. 2011        | 15. Jan. 2017                         | Seung-Woo Cha      | Julius Sharpe                               |
| 49         | 6         | Die neue Freundin       | Sex and the Biddy                             | 4. Dez. 2011         | 22. Jan. 2017                         | Ron Rubio          | Aseem Batra                                 |
| 50         | 7         | Stirb halbwegs langsam  | Die Semi-Hard                                 | 11. Dez. 2011        | 24. Dez. 2016                         | Seung-Woo Cha      | John Viener                                 |
| 51         | 8         | Cecilia                 | Y Tu Jr. Tambien                              | 8. Jan. 2012         | 22. Jan. 2017                         | Jack Perkins       | Aaron Lee                                   |
| 52         | 9         | Nachbarschaftsprobleme  | There Goes El Neighborhood                    | 29. Jan. 2012        | 29. Jan. 2017                         | Ron Rubio          | Courtney Lilly                              |
| 53         | 10        | Der Tanzwettbewerb      | Dancing with the Stools (FKA Dirty Dancing 3) | 12. Feb. 2012        | 29. Jan. 2017                         | Anthony Agrusa     | Matt Murray                                 |
| 54         | 11        | Die Zaubershow          | Brown Magic                                   | 19. Feb. 2012        | 5. Feb. 2017                          | Anthony Agrusa     | Chadd Gindin                                |
| 55         | 12        | Vorübergehende Taubheit | Til Deaf                                      | 4. März 2012         | 5. Feb. 2017                          | Oreste Canestrelli | Aaron Lee                                   |
| 56         | 13        | Das Shrimp-Boot         | The Shrimp Boot                               | 11. März 2012        | 12. Feb. 2017                         | Oreste Canestrelli | John Viener                                 |
| 57         | 14        | Die Vaterfigur          | March Dadness                                 | 18. März 2012        | 12. Feb. 2017                         | Ian Graham         | Jonathan Green & Gabe Miller                |
| 58         | 15        | Die Männer in mir       | The Men in Me                                 | 25. März 2012        | 19. Feb. 2017                         | Steve Robertson    | Clarence Livingston                         |
| 59         | 16        | Das Video               | Frapp Attack                                  | 1. Apr. 2012         | 19. Feb. 2017                         | Phil Allora        | Kevin Biggins & Travis Bowe                 |
| 60         | 17        | Schluss mit den Faxen   | American Prankster                            | 15. Apr. 2012        | 26. Feb. 2017                         | Seung-Woo Cha      | Bill Oakley                                 |
| 61         | 18        | Der Chef auf dem Campus | B.M.O.C.                                      | 29. Apr. 2012        | 26. Feb. 2017                         | Steve Robertson    | Kirker Butler                               |
| 62         | 19        | Der Herr sei mit dir    | Jesus Walks                                   | 29. Apr. 2012        | 5. März 2017                          | Phil Allora        | Kirker Butler                               |
| 63         | 20        | Ein Griff ins Klo       | Flush of Genius                               | 6. Mai 2012          | 5. März 2017                          | Jack Perkins       | Aaron Lee                                   |
| 64         | 21        | Mama-Drama              | Mama Drama                                    | 13. Mai 2012         | 12. März 2017                         | Anthony Agrusa     | Chadd Gindin                                |
| 65         | 22        | Iss, so viel du kannst  | All You Can Eat                               | 20. Mai 2012         | 19. März 2017                         | Ian Graham         | Aseem Batra Idee: Aseem Batra & Bill Oakley |

## Staffel 4
Die Erstausstrahlung der vierten und letzten Staffel war vom 7. Oktober 2012 bis zum 19. Mai 2013 auf dem US-amerikanischen Sender Fox zu sehen. Die deutschsprachige Erstausstrahlung sendete der deutsche Free-TV-Sender Comedy Central vom 30. Oktober 2016 bis zum 13. August 2017.
| Nr. (ges.) | Nr. (St.) | Deutscher Titel              | Originaltitel                                    | Erstausstrahlung USA | Deutschsprachige Erstausstrahlung (D) | Regie              | Drehbuch                                      |
| ---------- | --------- | ---------------------------- | ------------------------------------------------ | -------------------- | ------------------------------------- | ------------------ | --------------------------------------------- |
| 66         | 1         | Flucht aus Goochland         | Escape From Goochland                            | 7. Okt. 2012         | 30. Okt. 2016                         | Jack Perkins       | Courtney Lilly                                |
| 67         | 2         | Der Geheimbund               | Menace II Secret Society                         | 4. Nov. 2012         | 26. März 2017                         | Ron Rubio          | Clarence Livingston                           |
| 68         | 3         | Thanksgiving ist für alle da | A General Thanksgiving Episode                   | 18. Nov. 2012        | 2. Apr. 2017                          | Justin Ridge       | Courtney Lilly                                |
| 69         | 4         | Die Truthahnfarm             | Turkey Pot Die                                   | 25. Nov. 2012        | 9. Apr. 2017                          | Anthony Agrusa     | Dave Jeser & Matt Silverstein                 |
| 70         | 5         | Der kleine Unterschied       | A Vas Defrens Between Men and Women              | 2. Dez. 2012         | 16. Apr. 2017                         | Jeff Myers         | John Viener                                   |
| 71         | 6         | Die Entschuldigung           | Tis the Cleveland To Be Sorry                    | 16. Dez. 2012        | 24. Dez. 2016                         | Oreste Canestrelli | Chadd Gindin                                  |
| 72         | 7         | Der neue Bruder              | Hustle ’N’ Bros                                  | 13. Jan. 2013        | 23. Apr. 2017                         | Seung-Woo Cha      | Kirker Butler                                 |
| 73         | 8         | Rund um die Welt             | Wide World of Cleveland Show                     | 27. Jan. 2013        | 30. Apr. 2017                         | Ron Rubio          | Aaron Lee                                     |
| 74         | 9         | Eine bestechende Lösung      | Here Comes the Bribe                             | 10. Feb. 2013        | 7. Mai 2017                           | Jack Perkins       | Dave Jeser & Matt Silverstein                 |
| 75         | 10        | Geliebte Cookie              | When a Man (or a Freight Train) Loves His Cookie | 17. Feb. 2013        | 14. Mai 2017                          | Phil Allora        | Clarence Livingston                           |
| 76         | 11        | Die Kündigung                | Brownsized                                       | 3. März 2013         | 28. Mai 2017                          | Phil Allora        | Steven Ross                                   |
| 77         | 12        | Der Volltreffer              | Pins, Spins and Fins… (Shark Story Cut for Time) | 3. März 2013         | 21. Mai 2017                          | Steve Robertson    | Jonathan Green & Gabe Miller                  |
| 78         | 13        | Das neue Haustier            | A Rodent Like This                               | 10. März 2013        | 4. Juni 2017                          | Seung-Woo Cha      | Aaron Lee                                     |
| 79         | 14        | Der Wahlkampf                | The Hangover: Part Tubbs                         | 17. März 2013        | 18. Juni 2017                         | Ron Rubio          | Aaron Lee                                     |
| 80         | 15        | Der Traum von Kalifornien    | California Dreamin’ (All the Cleves are Brown)   | 17. März 2013        | 11. Juni 2017                         | Oreste Canestrelli | Dave Jeser & Matt Silverstein                 |
| 81         | 16        | Die Suche nach dem Täter     | Who Done Did It?                                 | 7. Apr. 2013         | 25. Juni 2017                         | Jeff Myers         | Kevin Biggins & Travis Bowe                   |
| 82         | 17        | Freundschaft mit Dr. Fist    | Fist and the Furious                             | 14. Apr. 2013        | 2. Juli 2017                          | Anthony Agrusa     | Jonathan Green & Gabe Miller                  |
| 83         | 18        | Die Ehre der Pfadfinder      | Squirt’s Honor                                   | 21. Apr. 2013        | 9. Juli 2017                          | Oreste Canestrelli | Daniel Dratch                                 |
| 84         | 19        | Gefahr im Verzug             | Grave Danger                                     | 28. Apr. 2013        | 16. Juli 2017                         | Steve Robertson    | Kirker Butler                                 |
| 85         | 20        | Die Läuseplage               | Of Lice and Men                                  | 12. Mai 2013         | 30. Juli 2017                         | Jeff Myers         | Kevin Biggins & Travis Bowe Idee: John Viener |
| 86         | 21        | Das Ehepaar Brown            | Mr. & Mrs. Brown                                 | 12. Mai 2013         | 23. Juli 2017                         | Steve Robertson    | Kevin Biggins & Travis Bowe                   |
| 87         | 22        | Die Messe                    | Crazy Train                                      | 19. Mai 2013         | 6. Aug. 2017                          | Seung-Woo Cha      | Chadd Gindin                                  |
| 88         | 23        | Familienstress               | Wheel! Of! Family!                               | 19. Mai 2013         | 13. Aug. 2017                         | Jack Perkins       | Margee Magee, Angeli Millan & Courtney Lilly  |

## Anmerkung
1. ↑  Bei dieser Episode handelt es sich um den ersten Teil des Crossovers über einen Hurrikan, der die USA verwüstet. Der zweite Teil wird in Family Guy, der dritte in American Dad gezeigt.
2. ↑  Diese Folge sollte bereits im Mai 2011 ausgestrahlt werden, wurde aber aufgrund von verheerenden Tornados, die Ende April durch die USA zogen, vom Programmplan genommen.